# Clariola pipunculoides
Clariola pipunculoides är en tvåvingeart som först beskrevs av Walker 1865.  Clariola pipunculoides ingår i släktet Clariola och familjen rovflugor. Inga underarter finns listade i Catalogue of Life.